# فريديريك تريستان
جان بول فريديريك تريستان بارون (11 يونيو 1931 - 2 مارس 2022)، هو كاتب وروائي وأديب كلاسيكي معاصر فرنسي. ولد عام 1931 في مدينة سيدان الفرنسية. تنقل بين لاوس وفيتنام والصين بين أعوام (1964-1986). حائز على عدة جوائز أدبية مهمة، منها جائزة غونكور عام 1983 عن روايته «The perplexe». في عام 2000، شرح عمله في سلسلة من المقابلات مع الناقد جان لوك مورو.

## وفاته
توفي في 2 مارس 2022 في بلدة درو شمال فرنسا، عن عمر ناهز 90 عاما.

## من مؤلفاته المترجمة للعربية
- رواية: «دوامة المجانين».

## الجوائز
- جائزة غونكور (1983).
- 2000 الجائزة الأدبية الكبرى لجمعية الآداب.
- نيشان الفنون والآداب من رتبة ضابط

## روابط خارجية
- "موقع المؤلف على الويب"